# Brunluddig roting
Brunluddig roting (Xerula pudens) är en svampart som först beskrevs av Christiaan Hendrik Persoon, och fick sitt nu gällande namn av Rolf Singer 1951. Xerula pudens ingår i släktet Xerula och familjen Physalacriaceae.   Inga underarter finns listade i Catalogue of Life.
I den svenska databasen Dyntaxa används istället namnet Xerula longipes för samma taxon.  Arten är reproducerande i Sverige.